# Carex austroamericana
Espèce
Classification phylogénétique
 Carex austroamericana est une espèce de plantes du genre Carex et de la famille des Cyperaceae.